# Licenc
A licenc szót „engedély” értelemben használjuk. Az eredetileg latin licencia szó az elmúlt évtizedekben német, illetve angol közvetítéssel került a köztudatba. (Az iparjogvédelem területén továbbra is  licencia formában használatos). 
Előforduló pontatlan használati formája, amikor az angolszász szövegkörnyezetből „engedély” helyett „jogként” fordítják le.

## Licencszerződés
A szerző bizonyos feltételekkel engedélyt adhat arra, hogy a művét mások használják (to license the use under copyright). Erről szól az adott műre vonatkozó License Agreement, vagyis a licencszerződés. Ez azt írja elő, hogy bár a szerző marad a mű tulajdonosa, bizonyos emberek, például vevők, felhasználók stb. bizonyos feltételek mellett használhatják a művet, illetve annak másolatait, sokszorosított példányait. 